# Institut français des sciences administratives
L’Institut français des sciences administratives (IFSA) a été créé en 1947 par René Cassin et dissout officiellement par un décret du 21 mai 2025[réf. souhaitée].
Il a été reconnu comme association d'utilité publique et est membre de l’Institut international des sciences administratives. Proche du Conseil d’État, l'IFSA est traditionnellement présidé par le vice-président de cette institution. Depuis 2006, les activités de société savante quant au droit administratif relèvent de l'AFDA (Association française pour la recherche en droit administratif), les activités universitaires de l'IFSA se concentrant sur la science administrative.

## Objectifs
L'Institut français des sciences administratives a pour mission de promouvoir les sciences administratives en France et le modèle français de droit administratif à l'étranger.
Depuis sa création en 1947, l'association a organisé de nombreux colloques qui chacun ont fait avancer la réflexion et la doctrine sur des thèmes de droit administratif.
L'association regroupe près de 300 membres issus de la haute fonction publique (Conseil d'État, Cour des comptes, Inspections), de l'université (professeurs de droit, maîtres de conférence, étudiants) mais aussi du secteur privé.
Son siège social est basé au sein du Conseil d'État, place du Palais-Royal à Paris. Ses archives sont conservées à Pierrefitte-sur-Seine.

## Activités
L'IFSA organise chaque année deux colloques :
- un colloque d'actualité ;
- un colloque historique.

### Colloques d'actualité
- 2015 : « Les 25 ans de la relance de la codification »
- 2011 : « La coordination de l'action de l'Etat en mer : permanence et évolutions »
- 2010 : « Quel modèle d'administration territoriale pour demain? »
- 2009 : « Sécurité publique : partenariat puissance publique, acteurs privés »
- 2007 : « La nouvelle gestion des biens publics »
- 2006 : « Sciences administratives et régulation de l’assurance maladie »
- 2004 : « Le juge administratif et L'Europe : Le dialogue des juges »
- 2003 : « Transparence et secret »
- 2002 : « Le renouveau de l'aménagement du territoire »
- 2001 : « La fonction juridique dans l’administration et les entreprises »
- 1999 : « L'avenir de l'intercommunalité après les réformes récentes »
- 1999 : « La responsabilité pénale des acteurs locaux »
- 1997 : « L'expérience française des communautés urbaines »
- 1995 : « France télécom – La Poste de nouvelles entreprises publiques ? »
- 1991 : « L’évolution des rapports entre l’administration et les usagers »
- 1989 : « La décision dans l’Éducation nationale »

### Colloques historiques
L'IFSA en partenariat avec l'École pratique des hautes études organise chaque année un colloque historique autour de thèmes variés dont par exemple :
- 2011 : « L'administration et les femmes » ;
- 2010 : « L'État et l'eau : approvisionnement, gestion, hygiène publique » ;
- 2007 : « L’État et la violence » ;
- 2006 : « L’État et la réforme » ;
- 2004 : journée d’étude à l’occasion du bicentenaire du Code civil, organisée sous le haut patronage de Jacques Chirac, président de la République, « Le rayonnement du droit codifié : le Conseil d’État et le Code civil » ;
- 2002 : « Vers une administration contractuelle ? » ;
- 2001 : « l’État et la chasse » ;
- 1997 : « Administration et beaux arts depuis 1789 » ;
- 1995 : « Le fonctionnaire vu par la littérature, le cinéma et la télévision » ;
- 1994 : « l’État et les finances publiques » ;
- 1993 : « L'administration territoriale de la France, 1750-1940 » ;
- 1992 : « Administration et corruption (du XVIIIe siècle à la Troisième République »
- 1991 : « Administration de la France sous la Révolution » ;
- « L'administration de la justice » ;
- « L'État et le théâtre » ;
- « L'État et le sport » ;
- « L'État et le crime ».

### Cahiers de l'Institut français des sciences administratives
Pendant de nombreuses années, l'Institut français des sciences administratives a publié un « cahier » diffusant les actes de ses colloques mais également des articles de réflexion juridique.

### Activités internationales
L'IFSA participe activement aux activités de l'Institut international des sciences administratives (IISA) qui organise chaque année trois colloques.
Une délégation de l'IFSA a ainsi par exemple participé à la IIIe conférence internationale de l'IISA à Pékin ainsi qu'à la table ronde de Québec intitulée « Des états généraux de l'administration publique ».
En 1998, l'IFSA a été chargé d'organiser à Paris le 24e Congrès international des sciences administratives ayant pour thème « Le citoyen et l'administration » qui se déroula au Palais de l'UNESCO.

## Composition

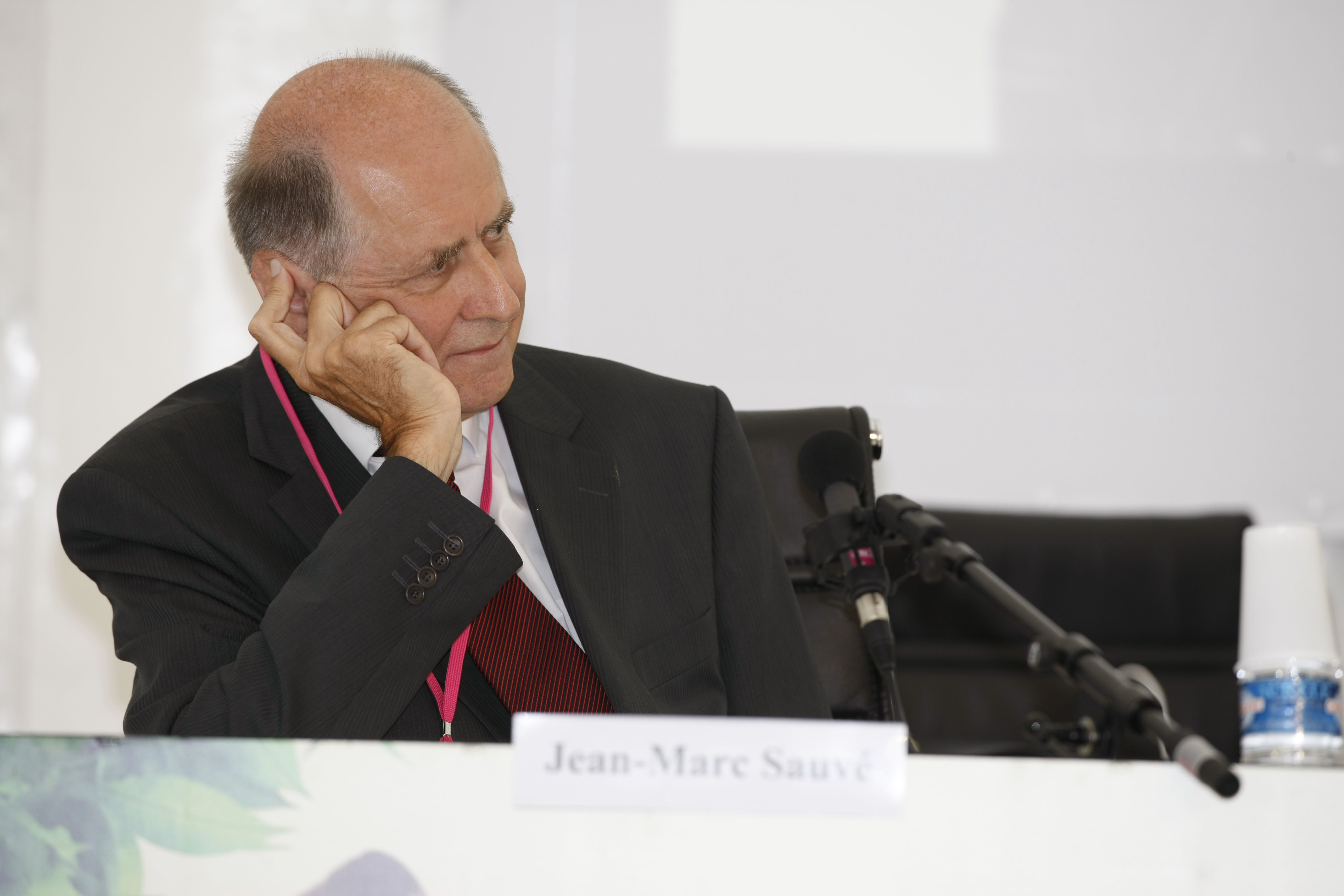
Jean-Marc Sauvé, président de l'IFSA.

### Direction de l'Institut
Le bureau de l'IFSA comprend une dizaine de membres dont :
- président : Jean-Marc Sauvé, vice-président du Conseil d’État ;
- secrétaire général : Terry Olson, conseiller d’État et délégué aux relations internationales du Conseil d’État ;
- trésorier : Bruno Rémond, conseiller-maître à la Cour des comptes et maître de conférences à l'Institut d'études politiques de Paris (Sciences Po Paris).

Le bureau de l'IFSA se réunit régulièrement pour donner à l'association ses grandes orientations.

### Instances régionales
Au niveau régional, l’IFSA est divisé en huit sections qui assurent chacune le rayonnement des sciences administratives :
- IFSA Languedoc-Roussillon ;
- IFSA Nord-Pas-de-Calais ;
- IFSA Picardie ;
- IFSA Centre-Poitou-Limousin ;
- IFSA Section Ouest ;
- IFSA Rhône-Alpes ;
- IFSA Est ;
- IFSA Haute-Normandie.

Les sections régionales organisent, elles aussi, de nombreux colloques comme en 2002, « Le renouveau de l'aménagement du territoire » par la section ouest de l'IFSA ou encore en 1997, le colloque « Service public et lien social » par la section Nord-Pas-de-Calais de l'IFSA.

### Instances internationales
L'IFSA est une des 90 sections régionales de l'Institut international des sciences administratives (IISA) basé à Bruxelles.
L'IISA créé en 1930 et possède le statut d'association internationale non gouvernementale. Elle a vocation scientifique et axe son activité sur l'étude de l'administration publique en offrant un forum permettant de discuter les expériences pratiques et les analyses théoriques des spécialistes mais également des études comparatives.
L'Institut international organise trois conférences par an dans trois pays distincts et publie deux ouvrages par an ainsi que quatre numéros de la Revue internationale des Sciences Administratives.

## Liens avec le Conseil d'État

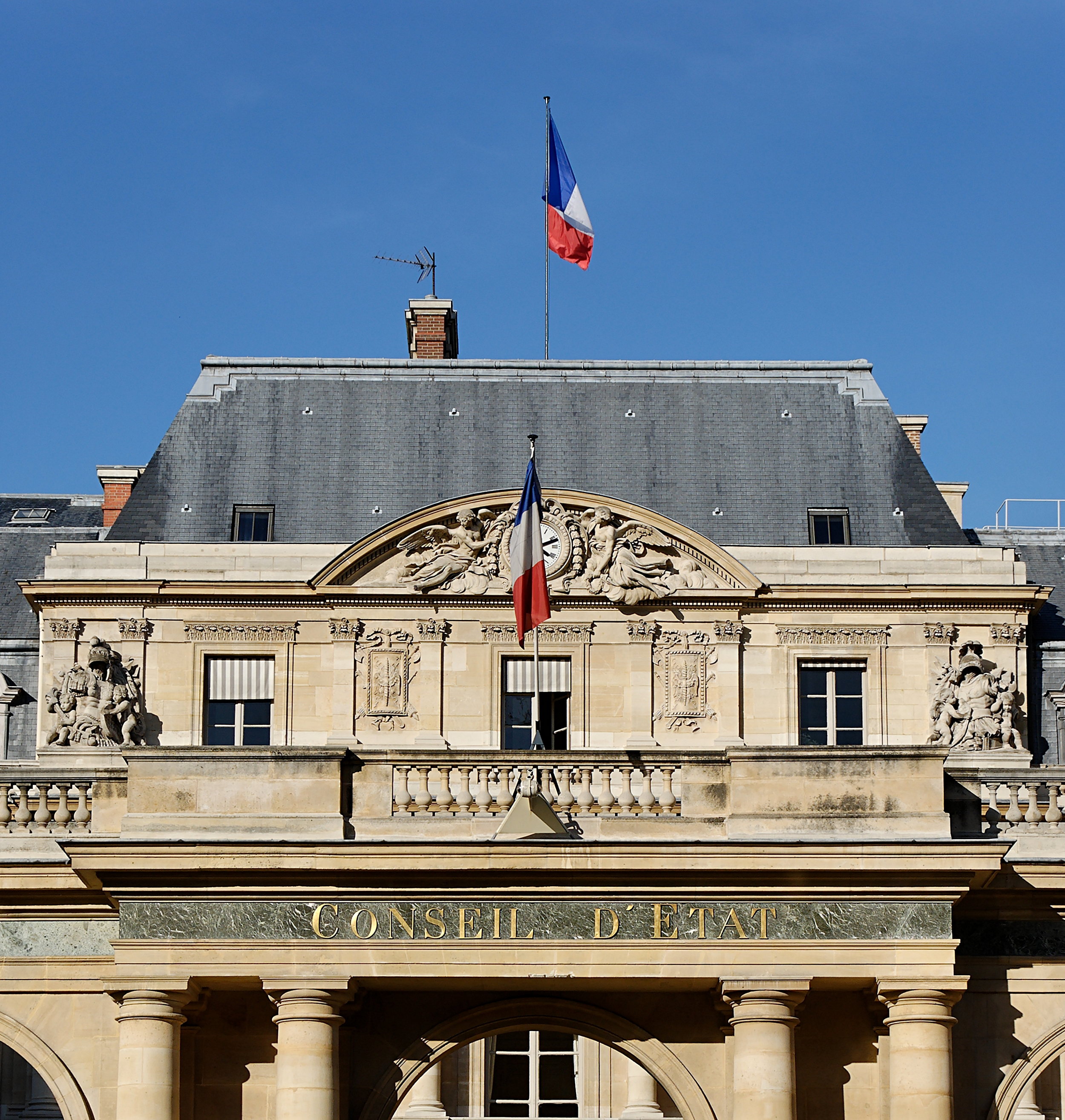
Fronton du Conseil d'État où siège l'IFSA.

Proche du Conseil d'État, l'IFSA est traditionnellement présidé par le vice-président du Conseil d'État.
L'IFSA fut donc présidée par :
- René Cassin (1947-1960) ;
- Alexandre Parodi (1960-1971) ;
- Bernard Chenot (1971-1979) ;
- Christian Chavanon (1979-1981) ;
- Marc Barbet (1981-1982) ;
- Pierre Nicolaÿ (1982-1987) ;
- Marceau Long (1987-1995) ;
- Renaud Denoix de Saint Marc (1995-2006).

## Adhésion
Peuvent adhérer à l'IFSA aussi bien des personnes physiques que des personnes morales.

## Membres connus
- Renaud Denoix de Saint Marc, ancien président de l'IFSA, ancien vice-président du Conseil d'État, membre du Conseil constitutionnel
- Franck Moderne, éminent professeur de droit
- Jacqueline Morand-Deviller, professeur de droit à Paris I auteur de Cours de droit administratif.
- Anicet Le Pors, ancien ministre
- Roland Drago, professeur de droit
- Guy Braibant, juriste français
- Marceau Long, ancien vice-président du Conseil d'État

## Publications
- Le juge administratif et L'Europe : Le dialogue des juges, actes du colloque du 50e anniversaire des tribunaux administratifs, par l'Institut français des sciences administratives, avec la collaboration de Henri Oberdorff et Boleslaw Lukaszewicz, janvier 2004.

- Le renouveau de l'aménagement du territoire, par l'Institut français des sciences administratives, avec la collaboration Jacques Fialaire, janvier 2002.

- L'avenir de l'intercommunalité après les réformes récentes, actes de la journée d'études le 10 décembre 1999 à la faculté de droit, sciences économiques et gestion de Nancy par le groupe de recherches et d'études politiques et l'Institut français des sciences administratives ; sous la dir. de Nadine Dantonel-Cor ; Stéphane Pierré-Caps, Bernard Luisin, Nadine Dantonel-Cor.

- L'expérience française des communautés urbaines, actes de la journée d'études organisée le 28 mars 1997 à la Faculté de droit, sciences économiques et gestion de Nancy par le groupe de recherches et d'études politiques (GREP) et l'Institut français des sciences administratives (IFSA-SRE) ; sous la dir. de Bernard Luisin ; François Borella ; Charles Chone ; Nadine Dantonel-Cor.

- Service public et lien social, sous la dir. de Séverine Decreton, colloque organisé à Lille les 23 et 24 octobre 1997 par la section régionale Nord-Pas de Calais de l'Institut français des sciences administratives.

- L'administration territoriale de la France, 1750-1940, actes du colloque d'Orléans, 30 septembre, 1er et 2 octobre 1993 ; organisé par l'université d'Orléans, la IVe section de l'École pratique des Hautes études, l'Institut français des sciences administratives, l'Association pour l'histoire de l'administration française ; textes réunis par Michel Pertué.

- Administration : droits et attentes des citoyens, colloque de l'IFSA des 4 et 5 décembre 1997.

- Le juge administratif à L'aube du XXIe siècle, actes du colloque du 40e anniversaire des tribunaux administratifs, colloque organisé les 11 et 12 mars 1994, par l'Institut français des sciences administratives, Henri Oberdorff, Guy Gardavaud, janvier 1995.
- La cooperation juridique internationale – Sixième journée nationale du Droit, par l'Institut français des sciences administratives, en collaboration avec l'Association pour une fondation nationale des études de droit, France, janvier 1994.

- L'administration de L'Éducation nationale : La décision dans l'Éducation nationale, par l'Institut français des sciences administratives, Gérard Marcou, Claude Durand-Prinborgne, Jean-Paul Costa, janvier 1992.

- L'évolution des rapports entre l'administration et les usagers, par l'Institut français des sciences administratives, Celine Wiener, janvier 1991.

- (en) Rationality, Efficiency, and Productivity: Concepts and Applicability in Public Administration of Developing Countries, par l'UNESCO en collaboration avec l'Institut français des sciences administratives, Sathaban Bandit Phatthanaborihansat, Juree Namsirichai Vichit-Vadakan, Francois Poulin, janvier 1989.

- Le budget de l'État, par l'Institut français des sciences administratives, janvier 1988.

- L'administration française face aux défis de la décentralisation, actes du colloque de Fontevraud de 1987, organisé sous le patronage de l'Institut français des sciences administratives et du groupe de recherches sur l'administration locale ; sous la direction de Jean-Paul Costa.

- Les déréglementations : étude comparative, Institut français des sciences administratives, par Institut français des sciences administratives ; avant-propos de Bernard Chenot.

- Fonction publique et décentralisation : recrutement et formation, colloque du 11-12 décembre 1986 à Villeneuve d'Ascq organisé par l'Institut français des sciences administratives, section Nord-Pas-de-Calais ; contributions réunies par Gérard Marcou.

- Trentième anniversaire des tribunaux administratifs, actes du colloque de Grenoble, 15-16 mars 1984 organisé par le Centre national de la recherche scientifique, Centre régional de publication de Paris et l'Institut français des sciences administratives, section dauphinoise avec la collaboration du Tribunal administratif de Grenoble et la Faculté de droit de l'université des sciences sociales de Grenoble.

- La société civile, colloque tenu le 25 octobre 1985 à Amiens, organisé par l'Institut français des sciences administratives, section Picardie, IFSA et Centre universitaire de recherche administrative et politique de Picardie ; Jacques Chevallier, Philippe Dupire.

- Administration et presse, journée d'étude de l'IFSA, Paris, 8 mars 1984,

- Psychologie et science administrative, colloque tenu le 10 mai 1985 à Amiens, organisé par l'Institut français des sciences administratives, section Picardie, textes de Jacques Chevallier et Marcel Dorwling-Carter.

- Le contrôle de l'administration par elle-même, journée d'étude de Lille du 7 mai 1982 organisée par l'Institut français des sciences administratives, section Nord-Pas-de-Calais et par l'université de Lille II, centre de recherches administratives, politiques et sociales.

- De la décision administrative en milieu local, actes du colloque tenu à Bordeaux les 21 et 22 juin 1978 par l'Institut français des sciences administratives, section Aquitaine avec la collaboration de l'université de Bordeaux I.

- La réforme des collectivités locales en Europe du Nord-Ouest : Royaume-Uni, Belgique, France, République fédérale d'Allemagne, Institut français des sciences administratives, section inter-régionale pour le Nord de la France, colloque, Lille, 1978.

- L'administration et l'emploi : les structures du ministère du Travail et de la participation face à la crise de l'emploi, Journées d'études organisées par l'université de droit, d'économie et de sciences sociales de Paris et l'Institut français des sciences administratives, Paris, 6-7 décembre 1979.

- La décentralisation géographique des services publics administratifs à compétence nationale, actes du colloque organisé par l'Institut français des sciences administratives ; avec le concours de l'Association Bureaux-Provinces, Paris, 30-31 mars 1979.

- Les institutions sociales de la France, la Documentation française, ouvrage collectif réalisé sous la direction de Pierre Laroque ; avec le concours de l'Institut français des sciences administratives.

- L'État et sa police en France, 1789-1914, Institut français des sciences administratives, colloque, 1978 avec la collaboration de Jacques Aubert, Michel Eude, Claude Goyard, Pierre Guiral.

- L'administration de Paris : 1789-1977, actes du colloque organisé par l'Institut français des sciences administratives et la IVe section de l'École pratique des hautes études, Paris, 6 mai 1978, communications par Pierre Debofle, Roland Drago, Claude Goyard, Pierre Guiral.

- La fonction publique locale, actes du colloque sur « Fonction publique et décentralisation », Abbaye de Fontevraud, 19 et 20 mai 1978 ; Institut français des sciences administratives, Facultés de droit et des sciences économiques et l'UER des universités d'Angers, du Maine, de Nantes, d'Orléans, de Paris I et de Tours, GRAL, CNRS.

- Les préfets en France : 1800-1940, colloque organisé le 26 avril 1975 par l'Institut français des sciences administratives et la IVe section de l'École pratique des hautes études, communications présentées par Jacques Aubert, Pierre Guiral, Bernard Le Clère.

- La région en question ?, journées d'études de la section languedocienne de l'IFSA, 23-24 mai 1977.

- Les épurations administratives : XIXe et XXe siècles, colloque organisé le 23 avril 1977, à Paris, par l'Institut français des sciences administratives et par la IVe section de l'École pratique des hautes études.

- Les directeurs de ministère en France : XIXe – XXe siècles, colloque organisé par l'Institut français des sciences administratives et par la IVe Section de l'École pratique des hautes études.

- Histoire de l'administration, Institut français des sciences administratives.

- L'administration publique, sous la direction d'André Molitor et de François Gazier, préparé par les instituts belge et français des sciences administratives.

- L'informatique dans l'administration, journée d'études du 25 janvier 1969, par l'Institut français des sciences administratives sous la présidence d'Alexandre Parodi ; introduction de Guy Braibant.
- Répertoire numérique détaillé [norme ISAD(G)] du fonds de l'Institut français des sciences administratives. Conservé au sein du bureau des archives du Conseil d’État. Rédigé par Guillaume Decerf, stagiaire archiviste, en mai 2013. Librement communicable, consultable par demande auprès du bureau des archives du CE.